# Remaisnil
Remaisnil é uma comuna francesa na região administrativa de Altos da França, no departamento de Somme. Estende-se por uma área de 2,92 km². Em 2010 a comuna tinha 31 habitantes (densidade: 10,6 hab./km²).